# Leptodrassus femineus
Leptodrassus femineus är en spindelart som först beskrevs av Simon 1873.  Leptodrassus femineus ingår i släktet Leptodrassus och familjen plattbuksspindlar. Inga underarter finns listade i Catalogue of Life.